# Argiope flavipalpis
Argiope flavipalpis es una especie de araña araneomorfa género Argiope, familia Araneidae. Fue descrita científicamente por Lucas en 1858.
Habita en Yemen. Existe un importante dimorfismo sexual con respecto al tamaño en esta especie, siendo el macho mucho más pequeño que la hembra. El tamaño medio del macho es de 3,6 mm y el de la hembra es de 16,1 mm.